# Copris jacchus
Copris jacchus är en skalbaggsart som beskrevs av Fabricius 1775. Copris jacchus ingår i släktet Copris och familjen bladhorningar. Inga underarter finns listade i Catalogue of Life.